# 東宮傅
東宮傅，是日本律令制時代負責太子教育的官吏，日常職責是輔導皇太子的道德教導。
定員一名，官位相當於從四位上，主要由官員中的大納言兼任。
這職位是模仿唐代太子三師制度而設立。